# A 2010. évi téli olimpiai játékok éremtáblázata
A 2010. évi téli olimpiai játékok éremtáblázata a 2010. évi téli olimpiai játékokon érmet nyert nemzeteket tartalmazza. A sorrendet a több nyert aranyérem, ennek egyenlősége esetén a több nyert ezüstérem, ennek egyenlősége esetén a több nyert bronzérem, illetve mindhárom szám egyenlősége esetén az ABC-sorrend határozza meg. A sorrend nem jelenti a részt vevő országok hivatalos – a Nemzetközi Olimpiai Bizottság szerinti – sorrendjét.
(A táblázatban a rendező nemzet csapata eltérő háttérszínnel, az egyes számoszlopok legmagasabb értéke vagy értékei vastagítással kiemelve.)
| A 2010. évi téli olimpiai játékok éremtáblázata | A 2010. évi téli olimpiai játékok éremtáblázata | A 2010. évi téli olimpiai játékok éremtáblázata | A 2010. évi téli olimpiai játékok éremtáblázata | A 2010. évi téli olimpiai játékok éremtáblázata | Olimpia  |
| ----------------------------------------------- | ----------------------------------------------- | ----------------------------------------------- | ----------------------------------------------- | ----------------------------------------------- | -------- |
|                                                 | Ország                                          | Arany                                           | Ezüst                                           | Bronz                                           | Összesen |
| 1.                                              | Kanada (CAN)                                    | 14                                              | 7                                               | 5                                               | 26       |
| 2.                                              | Németország (GER)                               | 10                                              | 13                                              | 7                                               | 30       |
| 3.                                              | Egyesült Államok (USA)                          | 9                                               | 15                                              | 13                                              | 37       |
| 4.                                              | Norvégia (NOR)                                  | 9                                               | 8                                               | 6                                               | 23       |
| 5.                                              | Dél-Korea (KOR)                                 | 6                                               | 6                                               | 2                                               | 14       |
| 6.                                              | Svájc (SUI)                                     | 6                                               | 0                                               | 3                                               | 9        |
| 7.                                              | Kína (CHN)                                      | 5                                               | 2                                               | 4                                               | 11       |
| 8.                                              | Svédország (SWE)                                | 5                                               | 2                                               | 4                                               | 11       |
| 9.                                              | Ausztria (AUT)                                  | 4                                               | 6                                               | 6                                               | 16       |
| 10.                                             | Hollandia (NED)                                 | 4                                               | 1                                               | 3                                               | 8        |
| 11.                                             | Oroszország (RUS)                               | 3                                               | 5                                               | 7                                               | 15       |
| 12.                                             | Franciaország (FRA)                             | 2                                               | 3                                               | 6                                               | 11       |
| 13.                                             | Ausztrália (AUS)                                | 2                                               | 1                                               | 0                                               | 3        |
| 14.                                             | Csehország (CZE)                                | 2                                               | 0                                               | 4                                               | 6        |
| 15.                                             | Lengyelország (POL)                             | 1                                               | 3                                               | 2                                               | 6        |
| 16.                                             | Olaszország (ITA)                               | 1                                               | 1                                               | 3                                               | 5        |
| 17.                                             | Fehéroroszország (BLR)                          | 1                                               | 1                                               | 1                                               | 3        |
| 18.                                             | Szlovákia (SVK)                                 | 1                                               | 1                                               | 1                                               | 3        |
| 19.                                             | Nagy-Britannia (GBR)                            | 1                                               | 0                                               | 0                                               | 1        |
|                                                 |                                                 |                                                 |                                                 |                                                 |          |
| 20.                                             | Japán (JPN)                                     | 0                                               | 3                                               | 2                                               | 5        |
| 21.                                             | Horvátország (CRO)                              | 0                                               | 2                                               | 1                                               | 3        |
| 22.                                             | Szlovénia (SLO)                                 | 0                                               | 2                                               | 1                                               | 3        |
| 23.                                             | Lettország (LAT)                                | 0                                               | 2                                               | 0                                               | 2        |
| 24.                                             | Finnország (FIN)                                | 0                                               | 1                                               | 4                                               | 5        |
| 25.                                             | Észtország (EST)                                | 0                                               | 1                                               | 0                                               | 1        |
| 26.                                             | Kazahsztán (KAZ)                                | 0                                               | 1                                               | 0                                               | 1        |
|                                                 |                                                 |                                                 |                                                 |                                                 |          |
| Összesen                                        | Összesen                                        | 86                                              | 87                                              | 85                                              | 258      |

- A férfi biatlon 20 km-es egyéni indítású versenyében holtverseny miatt két ezüstérmet osztottak ki.

Forrás: Vancouver 2010 éremtáblázat